# 爆音!てっぺんリーグ
『爆音!てっぺんリーグ』（ばくおん てっぺんリーグ）は、日本テレビ系列局の一部で放送されていた日本テレビ製作のリアリティ番組である。製作局の日本テレビでは1999年10月7日から2000年9月28日まで、毎週木曜 17:00 - 17:30 （日本標準時）に放送。
番組には毎回2 - 3組のアマチュアミュージシャンが出場。彼らに課題を与えて競わせ、その中からチャンピオンを決定していた。そしてチャンピオン大会でグランドチャンピオンとなったミュージシャンには、メジャー・デビューの機会を与えていた。

## 出演者

### 司会
- 永井美奈子（当時日本テレビアナウンサー） - スタジオ出演。

### 出身ミュージシャン
- ABOUT （初代チャンピオン）
- MAYUKO （第2代チャンピオン）
- Strawberry JAM （第4代チャンピオン、初代グランドチャンピオン）

## 放送局
| 放送対象地域 | 放送局             | 系列           | 放送日時                        | 備考     |
| ------------ | ------------------ | -------------- | ------------------------------- | -------- |
| 関東広域圏   | 日本テレビ         | 日本テレビ系列 | 木曜 17:00 - 17:30              | 製作局   |
| 石川県       | テレビ金沢         | 日本テレビ系列 | 火曜 16:28 - 16:58              | 12日遅れ |
| 長崎県       | 長崎国際テレビ     | 日本テレビ系列 | 金曜 16:00 - 16:30              | 15日遅れ |
| 熊本県       | くまもと県民テレビ | 日本テレビ系列 | 土曜 01:40 - 02:10 （金曜深夜） | 8日遅れ  |